# Фучик, Юлиус
Ю́лиус Фу́чик (чеш. Julius Fučík; 23 февраля 1903[…], Смихов, Цислейтания — 8 сентября 1943[…], Берлин или Плётцензее) — чехословацкий журналист, литературный и театральный критик, публицист, активист Коммунистической партии Чехословакии. Находясь в нацистской тюрьме, написал книгу «Репортаж с петлёй на шее».

## Биография

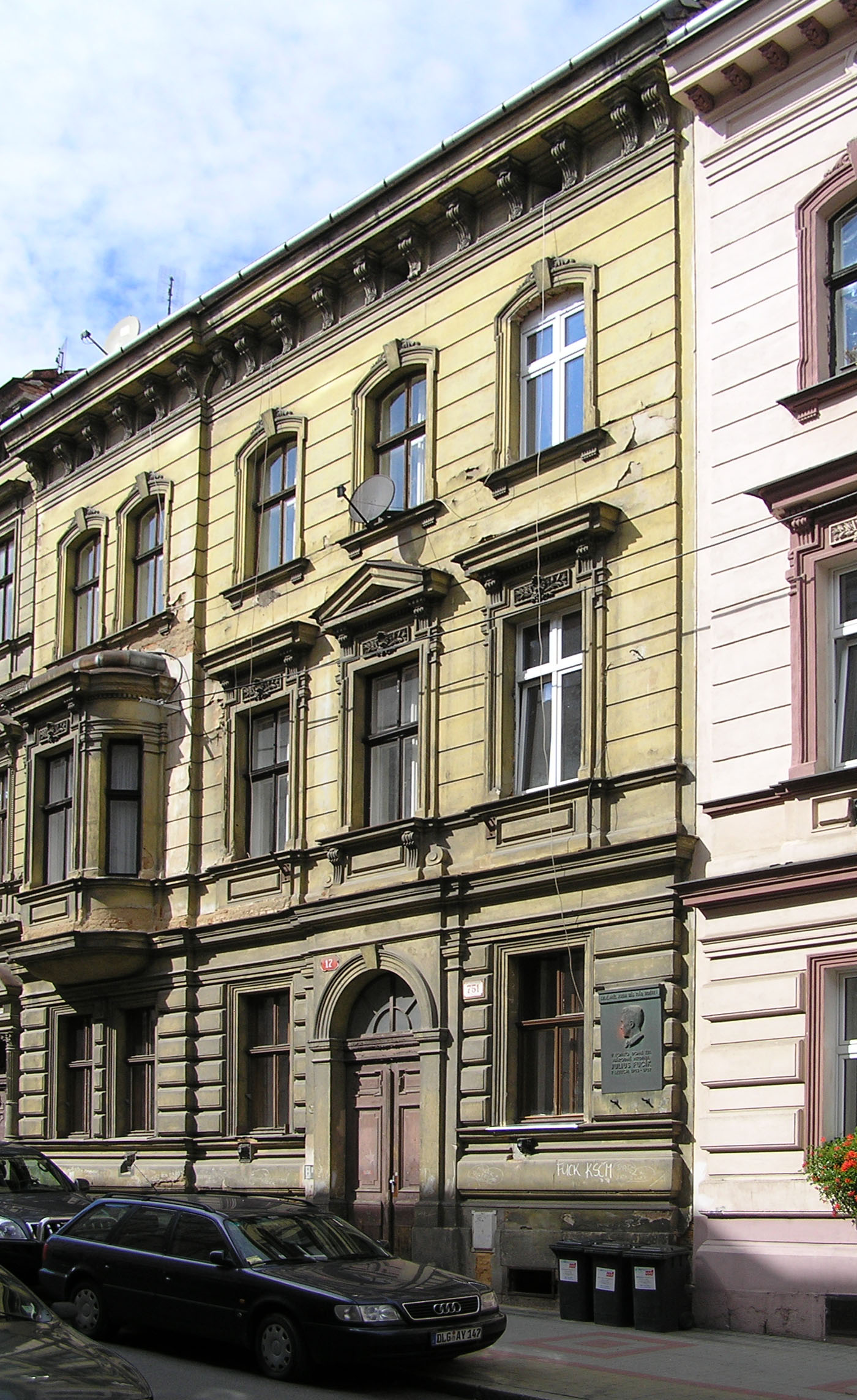
Дом Фучика в Пльзене

Юлиус Фучик родился 23 февраля 1903 года в Праге, столице Чехии, находившейся тогда в составе Австро-Венгрии. Имя Юлиус получил в честь своего дяди, композитора Юлиуса Фучика. Родители были чешскими патриотами. Юлиус воспитывался на примерах Яна Гуса, Карела Гавличека-Боровского. Учился на философском факультете Пражского университета вопреки воле отца, который хотел видеть сына инженером. С 1921 года — член компартии Чехословакии и с 1920-х годов один из редакторов печатных органов компартии Чехословакии — газеты «Руде право» («Rudé právo»), журнала «Творба» («Tvorba»). Был видным критиком. Вместе с Максом Бродом и Иваном Ольбрахтом поддержал роман Ярослава Гашека, не находившего первоначально поддержки у чешской общественности, как правой так и левой. Дружил с крупнейшими чешскими поэтами XX века Витезславом Незвалом, будущим нобелевским лауреатом Ярославом Сейфертом, теоретиком чешского сюрреализма Карелом Тейге, а также с поэтом Константином Библом, прозаиком и журналистом Карелом Конрадом, словацкими поэтами Ладиславом Новомеским и Ян Робом Поничаном. Фучик и сам был поклонником авангарда и знал его, по свидетельству Йозефа Рыбака, «От Бодлера до дадаистов». Был знаком с советским политическим и государственным деятелем Д. Ф. Жилуновичем (он же белорусский писатель Тишка Гартный).
В 1930 году и в 1934—1936 годах Фучик в качестве журналиста посещал СССР, в частности Ташкент и чешскую коммуну «Интергельпо» в Киргизии. Во время путешествия по Средней Азии познакомился с классиком таджикской литературы Садриддином Айни. На основании полученных от посещения СССР впечатлений им была написана книга «В стране, где наше завтра является уже вчерашним днём» (1932) и значительный цикл художественных очерков. Выступал против критиков Советского Союза: Андре Жида, своего друга Иржи Вейля. Фучик поддерживал коллективизацию, раскулачивание, писал об успехах индустриализации и подчеркивал временность всех трудностей. В частности, побывав в УССР накануне Голодомора 1932—1933 годов, он поддерживал политику партии. В своих более поздних произведениях и репортажах тему Голодомора не затрагивал.
Юлиус Фучик был убеждённым антифашистом, а во время Второй мировой войны — деятелем Движения Сопротивления. В период немецкой оккупации Чехословакии им были опубликованы под псевдонимом цикл патриотических статей и эссе. С 1941 года Фучик являлся членом нелегального ЦК компартии Чехословакии и руководил подпольными изданиями компартии.
В апреле 1942 года он был арестован гестапо. Находясь в пражской тюрьме Панкрац, он написал самую известную свою книгу «Репортаж с петлёй на шее» (чеш. Reportáž psaná na oprátce, в русском переводе известна также как «Слово перед казнью»), в которой появилась знаменитая строчка: «Люди, я любил вас. Будьте бдительны!» (чеш. Lidé, měl jsem vás rád. Bděte!). Её использовал, в частности, Эрих Мария Ремарк.
В 1945 году книга Фучика была опубликована и позднее переведена на 74 языка мира. Книга является документально-художественным свидетельством о борьбе антинацистского подпольного движения Сопротивления в Чехословакии во время Второй мировой войны. Эта книга также является изложением размышлений Фучика о смысле жизни и о мере ответственности каждого человека за судьбы мира. За эту свою книгу Юлиус Фучик в 1950 году был посмертно удостоен Международной премии Мира. На настоящий момент «Репортаж…» переведён более чем на 80 языков — это больше, чем переводов книги «Похождения бравого солдата Швейка».
В 1943 году казнён через повешение в берлинской тюрьме Плётцензее. К казни Фучика приговорила Народная судебная палата Роланда Фрейслера, впоследствии судившая участников заговора 20 июля.

## Образ Фучика и идеологическое наследие

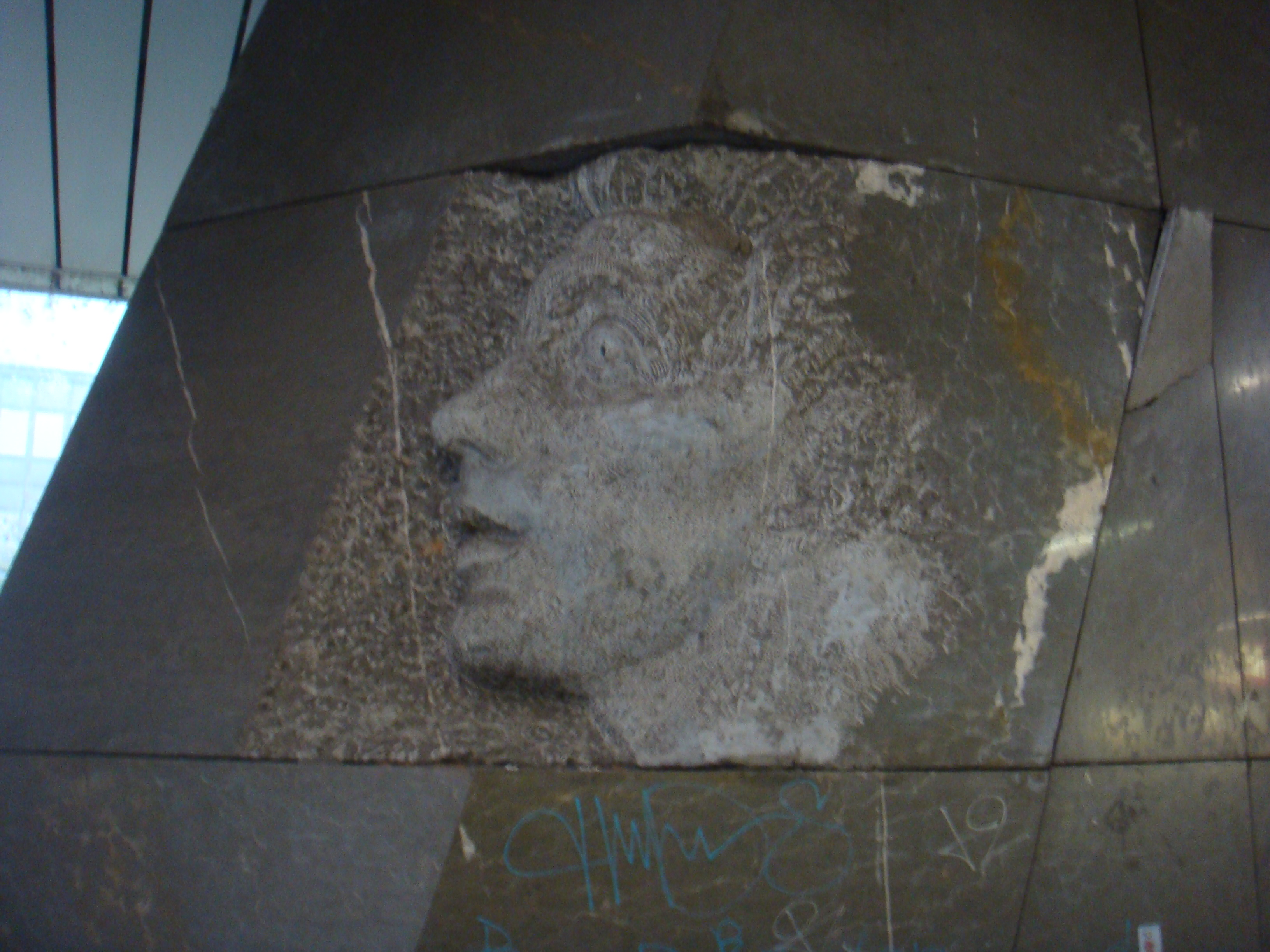
Изображение Фучика на вокзале Голешовице в Праге; фото 2008 г.

В период существования советского блока имя Фучика было окружено культом и превращено в идеологический символ, в Чехословакии знакомство с его жизнью и книгой стало обязательным для школьников, но после падения социализма он утратил популярность и даже официально развенчивался (так, станция пражского метро «Фучикова» была переименована в «Надражи Голешовице»).
После бархатной революции 1989 года появились попытки пересмотра оценки личности Фучика с отрицательной точки зрения: появились предположения о том, что он сотрудничал с гестапо, а достоверность тайных записок из Панкрацкой тюрьмы была поставлена под сомнение. В 1991 году в Праге было основано «Общество памяти Юлиуса Фучика». Журналист Ян Йелинек, основатель общества, сообщил, что его целью является «защита исторической правды, не только Фучика, но и других чешских патриотов, которые боролись за построение социалистического общества». По его словам, невиновность Фучика доказана уже давно: ещё в 1994 году группа историков, возглавляемая доцентом Франтишеком Яначеком, исследовав документы гестапо, обнаружила, что в протоколах нет свидетельств предательства Фучиком кого-либо из антифашистов. Авторство «Репортажа с петлёй на шее» также было подтверждено экспертизой рукописи в криминалистическом институте.

## Личная жизнь
Был женат на Густе Фучиковой (Gusta Fučíková, в девичестве Kodeřičová; 1903—1987). Они поженились в 1938 году. Густа Фучикова редактировала официальную биографию и последнюю книгу мужа.

## Память

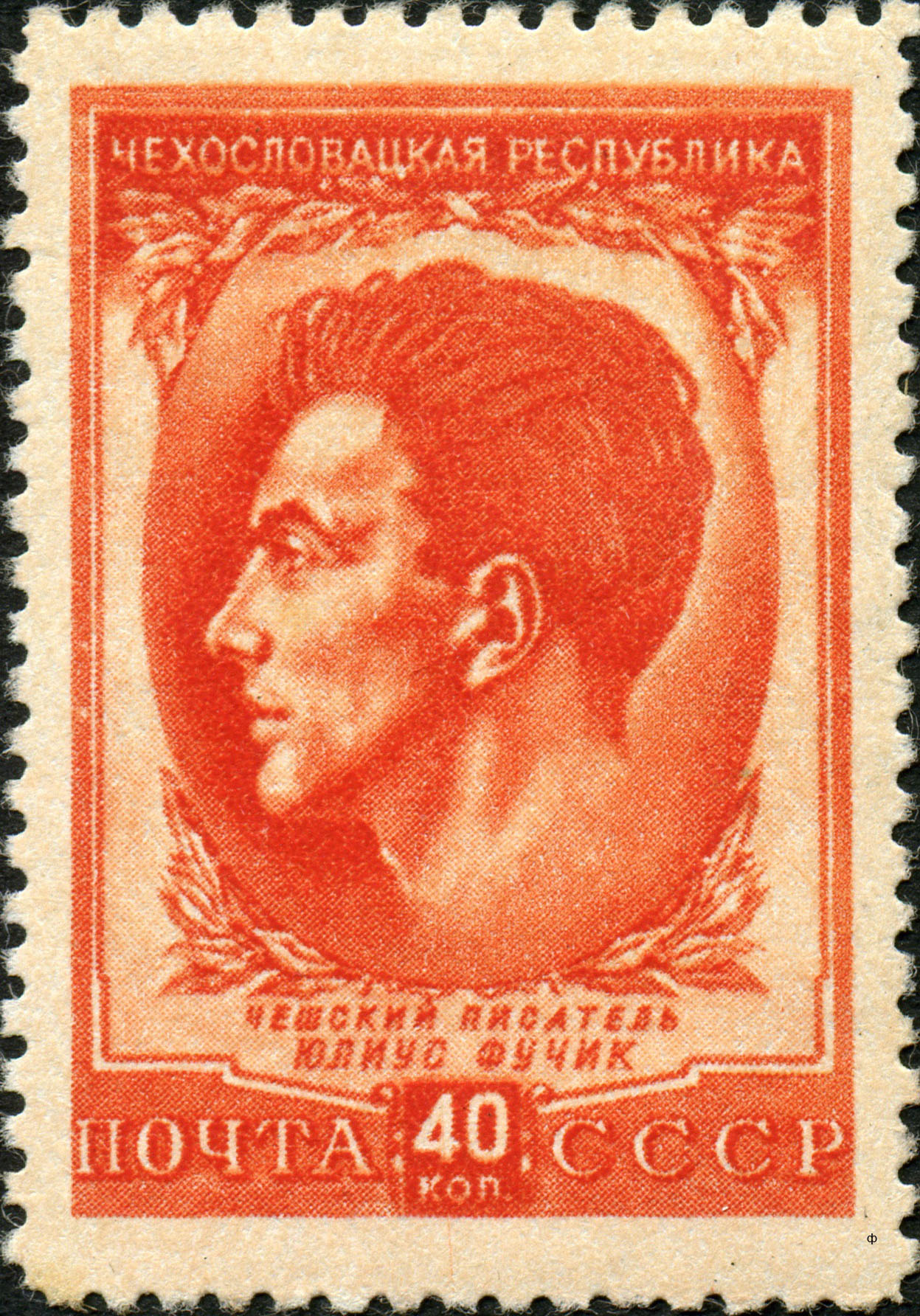
Почтовая марка СССР, 1951 год

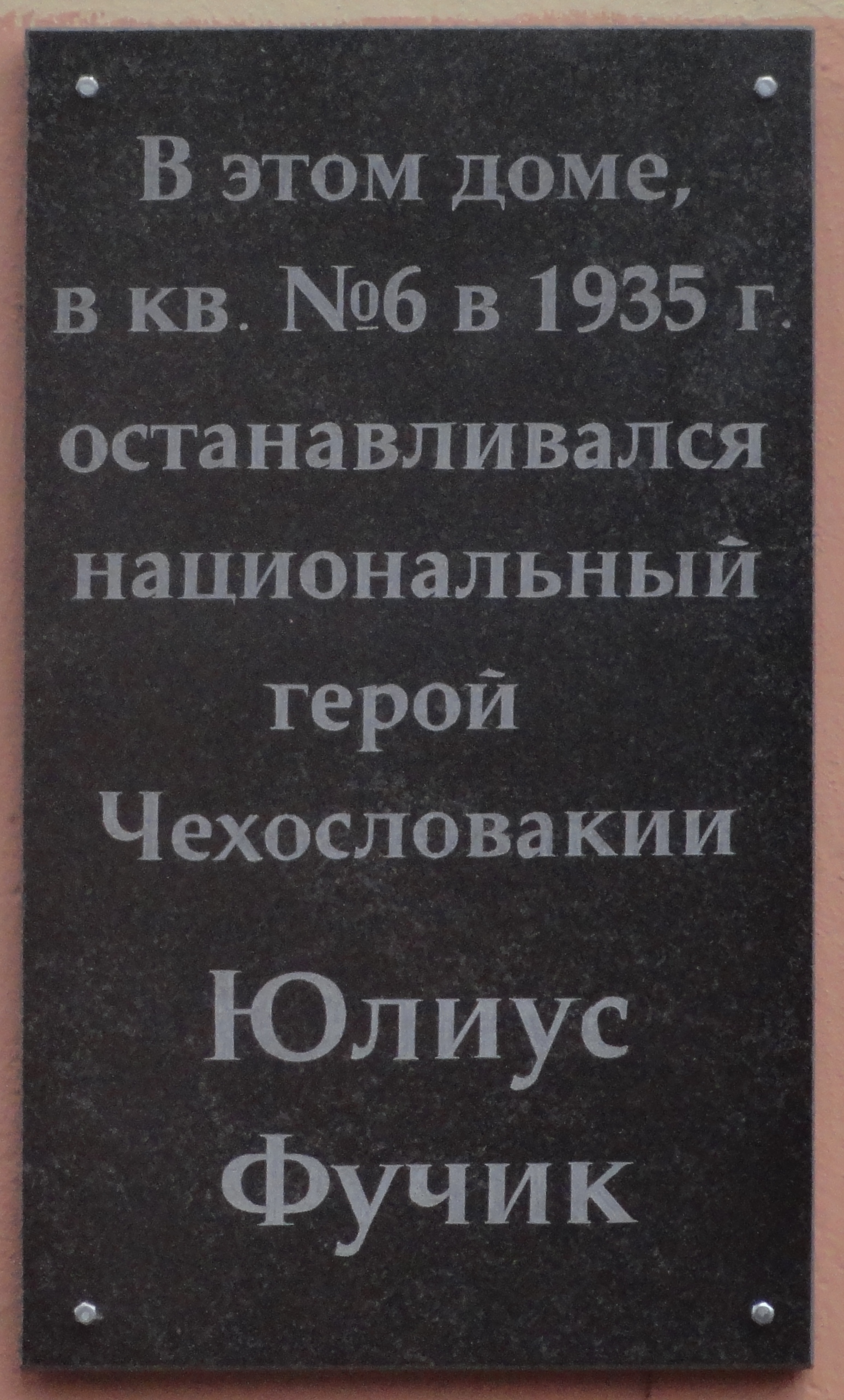
Памятная доска Нижний Новгород проспект Молодежный, 22 (1985 г.)

- День казни Фучика — 8 сентября — был избран для празднования Дня солидарности журналистов.
- Его именем были названы улицы во многих городах Советского Союза, например, в Москве, в Ленинграде (ныне Санкт-Петербург), в Горьком (ныне Нижний Новгород), в Свердловске (ныне Екатеринбург), в столице Киргизии Фрунзе (ныне Бишкек), в столице Таджикистана Душанбе, в столице Узбекистана Ташкенте (где Фучик жил в 1930-е годы), Алма-Ате (Казахстан), Мелитополе (Украина), Казани (Республика Татарстан), в городе Одесса (Украина позднее, в 1980-е годы была поглощена новым микрорайоном), Измаил (Украина), в Киеве (Соломенский район; Украина; в рамках программы «декоммунизации и дерусификации» принято решение о переименовании улицы Юлиуса Фучика как «коммунистического деятеля», и в начале июля 2022 г. соответствующая мемориальная доска, посвящённая ему, демонтирована[10]), в Ереване (Армения), Туле, Иркутске, Тюмени, Новокузнецке, Чебоксарах, Днепре (Украина, в 2015 году переименована в улицу Ивана Акинфиева), Запорожье (Украина), Ужгороде (Украина), Пятигорске, Таганроге, подмосковной Балашихе, Ростове-на-Дону, Волгограде, Орске (Оренбургская область), Шахтах, Нальчике, посёлке Ленинском Красноармейского района Самарской области (бывший Самаро-Марьевский зерносовхоз), Павловске (Воронежская область), посёлке городского типа Рамонь (Воронежская область), в Минске (улица на юго-востоке города в Заводском районе, в частном секторе в микрорайоне Северный посёлок; Белоруссия), г. Стерлитамак (Республика Башкортостан).
- В Ташкенте также был музей Юлиуса Фучика, а в Бишкеке его именем назван парк в западной части города. Однако, вскоре после обретения Узбекистаном независимости и в связи со сменой государственной идеологии улица его имени в Ташкенте была переименована.
- В Берлине и Первоуральске установлены памятники Юлиусу Фучику.
- В 1970-е годы у парка «Стромовка» в Праге был установлен памятник Ю. Фучику, однако в 1989 году — демонтирован и затем содержался в запасниках Художественной галереи Праги. Благодаря усилиям Общества памяти Юлиуса Фучика и многих других лиц, 22 февраля 2013 года памятник был возвращен. Только теперь он установлен недалеко от могил красноармейцев на Ольшанском кладбище в Праге[11].
- был построен лихтеровоз Советского Дунайского пароходства «Юлиус Фучик»[12].
- В 1930 х гг., Юлиус Фучик посещал СССР, в некоторых местах где он останавливался установлены мемориальные доски. Памятная доска установлена в Нижнем Новгороде в 1985 году, на стене дома проспект Молодежный, 22[13].
- Свои произведения Фучику посвятили Витезслав Незвал и Ладислав Фукс.
- В Кыргызстане, в 15 км от города Каракол в ущелье Чельпек находится пик Фучика высотой 4010 метров над уровнем моря, с которого открывается панорама на Каракол и ближайшие пятитысячники: Каракол и Джигит.
- На территории Московского пограничного института ФСБ России установлен памятник Юлиусу Фучику.

## Телевидение и кино
- «Дорогой бессмертия» — фильм-спектакль по книге Юлиуса Фучика «Слово перед казнью», в основу положен спектакль Ленинградского театра имени Ленинского комсомола. Режиссёры — Андрей Чигинский и Георгий Товстоногов. Роль Юлиуса Фучика исполняет Иннокентий Смоктуновский. Премьера на телевидении в 1957 году.
- «Репортаж с петлёй на шее» (1961) — фильм Ярослава Балика по мотивам одноимённой книги Фучика.
- «Буквы из ящика радиста» (1966) — мультфильм киностудии «Киевнаучфильм» по рассказу Ю. Фучика и Б. Силовой. Режиссёры В. Пекарь и В. Попов.
- В 1980 году о детстве писателя кинорежиссёр Ота Ковал снял художественный фильм «Юлик».

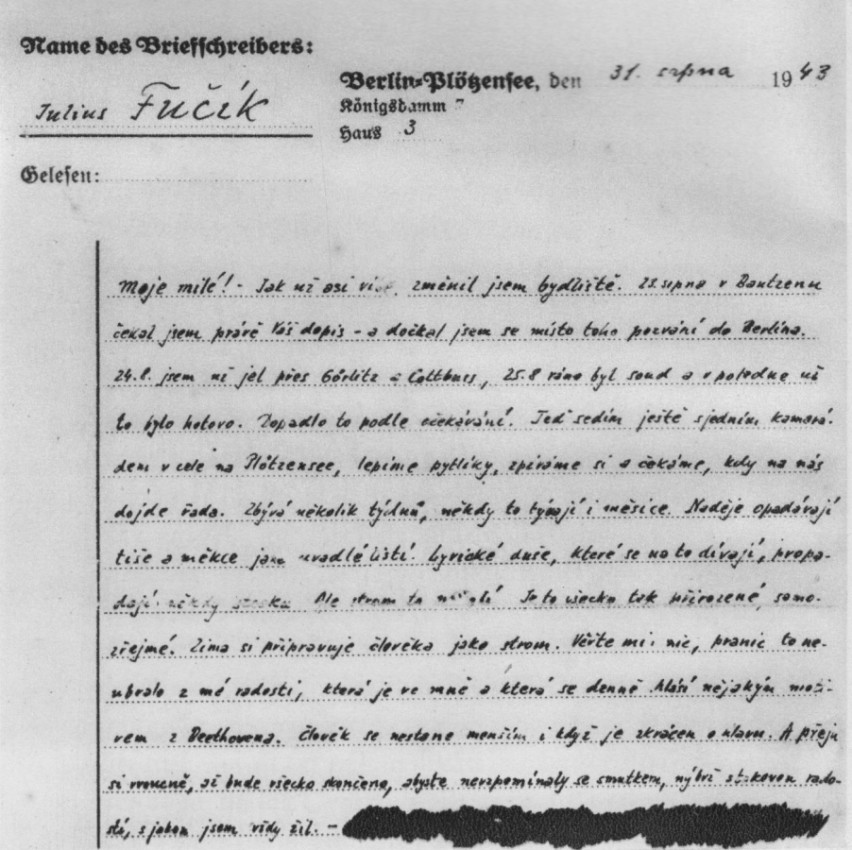
Одно из последних писем

## Издания на русском языке
- Ю. Фучик. Репортаж с петлёй на шее. — М.: Правда, 1947 (Б-ка «Огонёк»).
- Ю. Фучик. Слово перед казнью. — М.: Гослитиздат, 1947 (Роман-газета).
- Ю. Фучик. Слово перед казнью. — М.: Издательство иностранной литературы, 1947.
- Ю. Фучик. Слово перед казнью. — М.: Детгиз, 1948.
- Ю. Фучик. Избранные очерки и статьи. — М.: Издательство иностранной литературы, 1950.
- Ю. Фучик. Избранное. — М.: Издательство иностранной литературы, 1952.
- Ю. Фучик. Избранное. — М.: Гослитиздат, 1955.
- Ю. Фучик. Избранное. — М.: Правда, 1956.
- Ю. Фучик. О Средней Азии. Пер. с чеш., сост. и предисл. О. Малевича. — Ташкент: Гослитиздат УзССР, 1960, 260 с.
- Ю. Фучик, Б. Силова. «Три буквы из ящика радиста». Пер. с чеш. И. Королёвой и А. Смирновой — Л.: Детгиз, РСФСР, 1962.
- Ю. Фучик. О театре и литературе. — Л.-М.: «Искусство», 1964.
- Ю. Фучик. Репортаж с петлёй на шее. — М.: Детская литература, 1964. Пер. с чеш. Т. Аксель, В. Чешихиной и В. Петровой. Рис. Н. Жукова.
- «Три буквы из ящика радиста». Диафильм по рассказу Ю. Фучика и Б. Силовой. Художник Э. Беньяминсон. — М.: студия «Диафильм», 1965.
- Ю. Фучик, Б. Силова. «Буквы из ящика радиста». Пер. с чеш. И. Королёвой и А. Смирновой — Л.: Изд. дет. лит., 1967.
- Ю. Фучик. Избранное. — М.: Молодая гвардия, 1973.
- Ю. Фучик. Репортаж с петлёй на шее. Пер. с чеш. В. Андриянов, З. Грабица. Люди из «Репортажа». — М.: Молодая гвардия, 1981, 1982. 2-е изд., доп. — 1991.
- Ю. Фучик. Избранное. — М.: Правда, 1980, 1982.
- Ю. Фучик. Мы — зёрна в земле. — М.: Московский рабочий, 1981
- Ю. Фучик. Избранное в 2-х кн. М.: Политиздат, 1983.